# Grenland
Grenland (gren. Kalaallit Nunaat, dan. Grønland) je autonomni teritorij Danske u Arktiku. Površinom je najveći otok i najveći nezavisni teritorij na svijetu. Južno od njega prostire se Atlantski ocean, na sjeveru Arktički ocean  i Baffinov zaljev, a na zapadu Kanada.
Zemljopisno i etnički smješten je u Sjevernoj Americi, no politički i povijesno Grenland je bliži Europi. Na otoku se nalazi najveći nacionalni park na svijetu. Oko 81 % površine je prekriveno ledom. Skoro svi stanovnici žive u fjordovima na jugozapadu otoka, koje ima blažu klimu.
Većina Grenlanđana su mješavina skandinavskog naroda i Kalalita (Inuit), i govore grenlandski kao materinski jezik, koji ima oko 50 000 govornika i pripada skupini eskimsko-aleutskih jezika. Manjina danskih doseljenika bez inuitskog podrijetla govori danski kao prvi jezik. Oba jezika su službena.
Grenland je bio pod norveškom upravom - makar uz vrlo skromnu prisutnost - od 11. stoljeća pa do 1814., kada je vlast nad otokom mirno predana Danskoj, čiji su kraljevi stoljećima prije toga vladali Norveškom (u personalnoj uniji). Nakon danskog preuzimanja, poduzeta je ozbiljnija kolonizacija europskog stanovništva. Grenland je 1953. postao sastavni dijelom Danske.  Lokalnu autonomiju dobili su u danskom parlamentu (Folketing) 1. svibnja 1979. 2008. godine Grenlanđani su izglasovali prijenos više nadležnosti na lokalnu vladu, što je stupilo na snagu 21. lipnja 2009. Danska središnja vlada nadležna je samo za vanjsku politiku, sigurnost te financijsku politiku.
Grenlandski glasači su referendumom 1985. godine napustili Europsku ekonomsku zajednicu (današnju Europsku uniju).

## Povijest

### Antičko doba
Grenland su još oko 2500. godine prije Krista naselili Eskimi, a njihov utjecaj se danas vidi u tradicionalnoj hrani. 
Prvi eskimi koji su naselili južni i zapadni Grenland su bili pleme Saqqaq (danas postoji i njihovo naselje s ovim imenom), a poslije toga pleme koje je bilo prijelazni oblik između starih eskima i modernih eskima, Thule. Oni su također osnovali svoj grad s istim nazivom, ali je grad preimenovan u Qaanaaq. Vjerojatno su ova plemena naselila Grenland iz današnje sjeverne Kanade.

### Vikinzi
U 10. stoljeću su sjevernu Europu naseljevali Vikinzi, koji su se hrabro upuštali u istraživanja nepoznatih krajeva. Norveški Viking Erik Crveni iz mlade kolonije koju su vikinzi bili uspostavili na Islandu je 982. godine poduzeo putovanje na kojem je otkrio Grenland (na kojemu je već postojalo inuitsko stanovništvo). 
Njegov otac Thorvald Åsvaldsson je bio osuđen na progonstvo i emigrira na Island zajedno sa svojim sinom Erikom. U vikinškoj koloniji na Islandu se Erik oženio Tjodhild i s njom dobiva sina Leifa Ericssona (koji će kasnije otkriti Sjevernu Ameriku). Poslije očeve smrti i Erik biva osuđen na proganstvo zbog pokušaja ubojstva. Poduzima trogodišnje putovanje 982. godine zapadno od Islanda i tijekom putovanja otkriva kopno koje naziva Grenland. 
Kasnije Erik Crveni ponovno plovi na Grenland 985. godine i tamo osniva koloniju. Prema legendi Erik Crveni nagovara stanovnike Islanda da pođu s njim lagavši im da je otkrio zemlju koja nije kao Island, puna leda i kamenja, nego da je otkrio zelenu zemlju (norveški Grønland, engleski Greenland) kako bi ga slijedili. Kasnije su i druge grupe doseljavale s Islanda. Računa se da je Erik Crveni bio zaražen nekom bolešću jedne takve grupe koja je došla 1002. godine. Umire godinu dana poslije.

### Norveška vlast
Poslije njega, Grenland je stoljećima naseljavan raznim vikinškim plemenima poput Brattahlið. Tada su se Vikinzi i Inuiti (eskimi) pomješali. 
Oko 1500. godine, za vrijeme velikih geografskih otkrića, istraživači portugalskog kralja također otkrivaju Grenland i on se uklapa u sve europske mape. I drugi narodi također istražuju Grenland (Nijemci, Englezi...)
S vremenom su zbog nepovoljnih životnih uvjeta i bolesti mnogi Norvežani poumirali, a otok kontroliraju Inuiti (eskimi). Poslije toga, Danci (koji su bili u zajedničkoj državi s Norvežanima) ponovno koloniziraju Grenland. Hans Egede je bio dansko-norveški istraživač i svećenik koji je pokrštavao stanovništvo Grenlanda. Također je 1721. osnovao današnji grenlandski glavni grad po imenu Godthåb (danski/norveški za dobru nadu (engl. Good Hope)), ali je grad kasnije preimenovan na grenlandski jezik Nuuk.

### Danska vlast
Nakon što se 1814. raspala dansko-norveška unija, bivši norveški posjedi Grenland (neki dijelovi), Island i Farski otoci odlaze pod dansku upravu. 1919. cijeli Grenland odlazi pod dansku upravu.
1931. nezadovoljni Norvežani zauzimaju sjeveroistočni nenaseljeni dio Grenlanda pod svoju vlast i nazivaju ga Zemlja Erika Crvenog. 1933. su na sudu Lige naroda se Danci i Norvežani sporazumili da taj teritorij neće pripasti nikome. (Danas je taj dio Grenlanda najveći nacionalni park na svijetu pod nazivom "Sjeveroistočni Grenland").
Budući da su 1940. u Drugom svjetskom ratu Nijemci okupirali Dansku, SAD 1941. zauzimaju Grenland kako bi ga zaštitile od mogućih njemačkih invazija. Vraćen je Danskoj 1945.
1953. Grenland više nije danska kolonija nego je službeni dio Kraljevine Danske.

## Suvremeno doba (neovisnost)
Grenland je donio svoj ustav 1979. godine.
Grenlandski glasači su referendumom 1985. godine napustili Europsku ekonomsku zajednicu (današnju Europsku uniju).
Stanovništvo Grenlanda je 21. lipnja 2009. izglasao na referedumu odvajanje od Danske i od toga dana postali su autonoman narod. 
- Zemljovid otoka.
- Grenland zimi (2006.)
- Grenland, slika krajolika, pogled iz zrakoplova (zima 2006.)
- Nuuk iz zraka.

## Vanjske poveznice
- Vlada Grenlanda
- Turističke informacije  Arhivirana inačica izvorne stranice od 16. listopada 2005. (Wayback Machine) (engleski)
- Profiles at BBC (engleski)